# Andiparos
Andiparos (gr. Αντίπαρος) – mała wyspa (12,5 km długości i ok. 5,5 km szerokości) na  Morzu Egejskim, w archipelagu Cyklady, pow. 35 km², ok. 700 mieszkańców. W jej pobliżu znajduje się, oddalona od niej zaledwie 1,5 km wyspa Paros. Między obu wyspami kursuje co 10–15 min prom. 
Leży w administracji zdecentralizowanej Wyspy Egejskie, w regionie Wyspy Egejskie Południowe, w jednostce regionalnej Paros, w gminie Andiparos.